# Тотибадзе, Муся
Муся Тотибадзе (полное имя Мария Константиновна Тотибадзе, род. 12 марта 1996, Москва, Россия) — российская певица и актриса.

## Биография
Муся Тотибадзе родилась 12 марта 1996 года в многодетной семье. Отец — Константин Георгиевич Тотибадзе, грузинский живописец. Мать — Ольга Николаевна Шестерикова.
После окончания Православной гимназии поступила на актёрский факультет в школу-студию МХАТ (курс Игоря Золотовицкого), но впоследствии перевелась на режиссёрский факультет в Российский институт театрального искусства — ГИТИС (курс Олега Кудряшова).

### Семья
Муся родилась в многодетной семье: у нее пятеро братьев и сестер (Антон, Нина, Тамара, Давид и Георгий).
- Отец — Константин Георгиевич Тотибадзе, художник;

- Мать — Ольга Николаевна Шестерикова. Училась на зубного техника, но после рождения первого ребенка занималась воспитанием детей;

- Дед — Георгий Константинович Тотибадзе (1928–2010), ректор художественной академии в Тбилиси в 1972-1982 годах;

- Прадед — Аполлон Кутателадзе (1899–1972), художник, академик, основатель и ректор художественной Академии в Тбилиси;

- Дядя — Георгий Георгиевич Тотибадзе. Художник, член союза художников;

- Тетя — Мария Георгиевна Тотибадзе. Художник, модельер, живет в Париже с семьей — мужем и дочерью Паолой;

- Брат — Антон Тотибадзе, художник. Женат на Саше Пастернак. Живут и работают в Грузии;

- Двоюродная сестра — Нана Георгиевна Тотибадзе — художник, графический дизайнер;

- Двоюродная сестра — Манана Георгиевна Тотибадзе — актриса театра и кино, окончила ВГИК, мастерскую Ясуловича.

## Творчество
В 2014 году Муся дебютировала в качестве певицы с песней «Правда о любви», которая была написана солистом группы «Корабль» Александром Ширниным и визуализированная режиссером Григорием Константинопольским.
В феврале 2015 года Муся Тотибадзе представила клип на песню «Радио». Автором его идеи, продюсером и режиссером стал актер Григорий Добрыгин — в паре с Александром Палем, они дают уроки аэробики в кадре.
После выхода на экраны в 2015 году художественного фильма режиссёра Александра Мельника «Территория», песня композитора Станислава Пожлакова «Баллада о детях Большой Медведицы» из кинофильма 1972 года «Идущие за горизонт» (в новой симфонической оркестровке современного финского композитора Туомаса Кантилинена) стала шлягером в исполнении Муси Тотибадзе.
В конце 2016 года Муся Тотибадзе выпускает видеоклип на песню «Танцуй, Виталик!» Режиссером ролика, сделанного в стиле диско 1970-х годов, выступил Григорий Добрыгин, хореографом — Олег Глушков. В съёмках приняли участие два десятка актеров театра, а также диджей Виталий Козак. Сама Муся Тотибадзе предстала в клипе в образе молодой Аллы Пугачевой времён «Арлекино».
В 2018 году Муся перепела песню Натальи Ветлицкой «Останусь с тобой» и выпустила на неё видеоклип.
24 мая 2019 года Муся выпускает первый сольный альбом «Мальчик», состоящий из семи электропоп-треков: «Море», «Птицы», «Разбегаюсь», «Останусь с тобой», «Лети», «Мальчик» и «Ночь». Певица выступила автором большинства песен. Исключением стали треки «Останусь с тобой» и «Птицы», текст для которого написан Ильей Шаповаловым. Саунд-продюсерами альбома выступили Иван Лубенников и Игорь Вдовин (трек «Птицы»). Участие в записи пластинки также приняли музыканты Сергей Говорун и Глеб Меркулов, а трек «Мальчик» была записан совместно с детским вокально-хоровым ансамблем ДМХШ «Пионерия» им. Г. А. Струве.
31 мая 2019 года состоялась премьера клипа на песню «Разбегаюсь». В съёмках видео приняли участие комик Александр Гудков, танцовщик Сергей Полунин, театральный критик и актер Николай Берман, а также актёры Владимир Свирский («Мастерская Петра Фоменко»), Никита Кукушкин («Гоголь-центр»), Александр Алябьев (театр «Практика») и многие другие. Режиссëром клипа выступил Григорий Добрыгин.
5 июля в пространстве института «Стрелка» состоялся первый сольный концерт певицы, который собрал больше полутора тысяч человек.
6 декабря 2019 выходит новый клип «Кто остановит этот дождь», съемки которого прошли в Берлине. Работали над новым клипом режиссеры Нина Гусева и Олег Глушков, который также отвечал за хореографию.
12 декабря 2019 года состоялся второй большой концерт певицы в Санкт-Петербурге в клубе «Космонавт».
В 2020 году, во время самоизоляции, певице удалось выпустить еще один клип на песню «Тебя». Слова — авторство певицы, музыка ее же совместно с гитаристом и клавишником Глебом Меркуловым, аранжировка — Иван Лубенников.
10 августа 2020 года певица презентует live-видео на «Песню о свободе» («ДДТ» cover), написанную Юрием Шевчуком для альбома «Иначе». Трек в исполнении Муси вошёл в трибьют «Территория ДДТ», сборник песен, записанных различными исполнителями как дань уважения в честь 40-летия группы.
20 ноября 2020 года певица выпускает еще один клип на песню «В.О.Л.К.» (аббревиатура «ВОТ ОНА ЛЮБОВЬ КАКАЯ»). Название певица позаимствовала у Светланы Земляковой, режиссера, поставившего одноименный спектакль в театре Маяковского в 2014 году. В основу сюжета легла захватывающая и тревожная интерпретация знаменитой «Сказки о Красной Шапочке». В главных ролях нового видео сама Муся и Александр Гудков. Работала над новым клипом режиссер Нина Гусева, за хореографию отвечал Олег Глушков. Снимали в живописных дворах/лесах Московской области.
11 декабря 2020 года певица презентует новый альбом «Молодость». Пластинка включает в себя 8 композиций, автором которых выступает сама певица. Саунд-продюсер и композитор — Иван Лубенников. Участие в создании альбома так же принимали музыканты — Глеб Меркулов и Максим Войтов.
В июне 2023 года выпустила альбом «Давно не танцевала», который был написан в Тбилиси, но записан в Москве. Альбом отличается от предыдущих работ более электронным звучанием, собранностью текстов и меланхоличным тоном.
17 сентября 2024 года певица выпустила мини-альбом Amor Vincit Omnia («Любовь побеждает всё»).

## Работа в театре
В 2017 году Муся дебютировала в качестве актрисы, сыграв в спектакле «Гипнос» в Театре «Практика». Чуть позже получила роль в мюзикле «Синяя синяя птица» на сцене «Театра Наций» и завершила работу в проекте весной следующего года. Тогда же в 2018 году Муся получает еще одну роль в спектакле «Любовницы» «Театра Наций».
Следующей заметной работой стала главная роль в спектакле «Сказка про последнего ангела» Андрея Могучего в «Театре Наций», премьера которого состоялась на 1 ноября 2019 года.
В 2020 году Муся была приглашена на главную роль спектакля «Джульетта», поставленного эстонскими режиссерами и художниками Тийтом Оясоо и Эне-Лийс Семпер на сцене Большого Драматического Театра им. Г.А. Товстоногова в Санкт-Петербурге. Премьера спектакля состоялась 24 ноября.
Спектакли: 
- 14 ноября 2017 — спектакль «Гипнос» (Театр «Практика»)[26]
- 30 ноября 2017 – весна 2018 — мюзикл «Синяя синяя птица» (Театр Наций)[27]
- 23 декабря 2018 — спектакль «Любовницы» (Театр Наций)
- 1 ноября 2019 — спектакль «Сказка про последнего ангела» (Театр Наций)
- 24 ноября 2020 — спектакль «Джульетта» (БДТ им. Г.А. Товстоногова)

## Личная жизнь
Во время поступления в театральный вуз Муся Тотибадзе познакомилась с режиссером и актером Григорием Добрыгиным. Григорий снимал клипы на песни «Радио», «Танцуй Виталик», «Останусь с тобой», «Разбегаюсь». Пара была вместе с 2014 по 2019 год.
Муся была в отношениях с актером Антоном Лапенко c 2020 по 2023 год. Они редко появлялись на публике.

## Дискография
| Название           | Детали                                                                  |
| ------------------ | ----------------------------------------------------------------------- |
| Мальчик            | - Выпущено: 24 мая 2019 - Лейбл: М2 - Форматы: цифровая дистрибуция     |
| Молодость          | - Выпущено: 11 декабря 2020 - Лейбл: М2 - Форматы: цифровая дистрибуция |
| Давно не танцевала | - Выпущено: 7 июня 2023 - Лейбл: М2 - Форматы: цифровая дистрибуция     |
| Symphonic Deluxe   | - Выпущено: 15 декабря 2023 - Лейбл: М2 - Форматы: цифровая дистрибуция |

## Видеография
| Год  | Клип                                | Режиссёр                     | Альбом    |
| ---- | ----------------------------------- | ---------------------------- | --------- |
| 2014 | «Правда о любви»                    | Григорий Константинопольский | n/a       |
| 2015 | «Радио»                             | Григорий Добрыгин            | n/a       |
| 2015 | «Баллада о детях Большой медведицы» | Григорий Добрыгин            | n/a       |
| 2016 | «Танцуй, Виталик!»                  | Григорий Добрыгин            | n/a       |
| 2018 | «Останусь с тобой»                  | Григорий Добрыгин            | Мальчик   |
| 2019 | «Разбегаюсь»                        | Григорий Добрыгин            | Мальчик   |
| 2019 | «Кто остановит этот дождь»          | Нина Гусева                  | Молодость |
| 2020 | «Тебя»                              |                              | Молодость |
| 2020 | «В.О.Л.К.»                          | Нина Гусева                  | Молодость |
| 2022 | «Не забуду тебя»                    | Нина Гусева                  |           |